# 칠전팔기 구해라 OST Part 5
《칠전팔기 구해라 OST Part 5》는 엠넷 뮤직드라마 칠전팔기 구해라의 사운드트랙 음반이다. 타이틀곡 널 만난 이후는 이장우의 원곡으로 민효린과 진영이 편곡하여 불렀다. 팬들의 지속적인 음원 발매 요청에 끝내 발매가 되었다.

## 트랙리스트
| #  | 제목             | 작사·작곡 | 재생 시간 |
| -- | ---------------- | --------- | --------- |
| 1. | 〈널 만난 이후〉 | 최수정    | 3:44      |